# Marc Tiffeneau

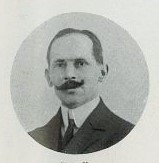
Marc Tiffeneau

Marc Émile Pierre Adolphe Tiffeneau (* 5. November 1873 in Mouy; † 20. Mai 1945 in Paris) war ein französischer Chemiker, Mediziner und Pharmakologe.

## Leben
Tiffeneau studierte nach seiner Apothekerlehre an der École de Pharmacie in Paris, wo Auguste Béhal sein Lehrer war. 1895 wurde er dort Präparator und 1899 erhielt er sein Pharmazie-Diplom. Er wurde 1907 in Paris in Naturwissenschaften promoviert und nochmals 1910 in Medizin. Tiffenau war ab 1927 Chef-Pharmakologe am Hôtel-Dieu de Paris. 1910 begann er Pharmakologie an der Fakultät für Medizin der Sorbonne zu lehren und 1927 wurde er Professor für Pharmakologie an der Sorbonne. 1937 war er Dekan (Doyen) der Medizin-Fakultät. Er starb 1945 plötzlich auf einem Bahnsteig des Gare du Nord, als er mit einem Zug nach London fahren wollte.
In der organischen Chemie befasste er sich mit Synthesen und Stereochemie. Nach ihm wurde die Tiffeneau-Demjanow-Umlagerung benannt, mit Nikolai Jakowlewitsch Demjanow als weiterem Namensgeber.
Als Pharmazeut befasste er sich mit Hypnotika wie Barbituraten und Bromureide, Analeptika, Sympathomimetika, allgemeinen und lokalen Narkosemitteln und Pharmakodynamik. Außerdem befasste er sich mit Alkaloiden, sowohl natürlichen wie Nikotin, Mutterkornalkaloiden und Koffein als auch mit der Synthese neuer Alkaloid-ähnlicher Substanzen. In der Toxikologie befasste er sich mit Chloralose und Tuberkulin.
Beim Tiffeneau-Test wird die Luftmenge gemessen, die eine Sekunde nach maximaler Einatmung ausgeatmet werden kann.
Er war seit 1927 Mitglied der Académie nationale de médecine und seit 1939 der Académie des Sciences. 1945 war er Präsident der französischen chemischen Gesellschaft. 1911, 1922 und 1923 erhielt er den Prix Jecker der Académie des Sciences. 1923 wurde er Ritter und 1938 Offizier der Ehrenlegion.

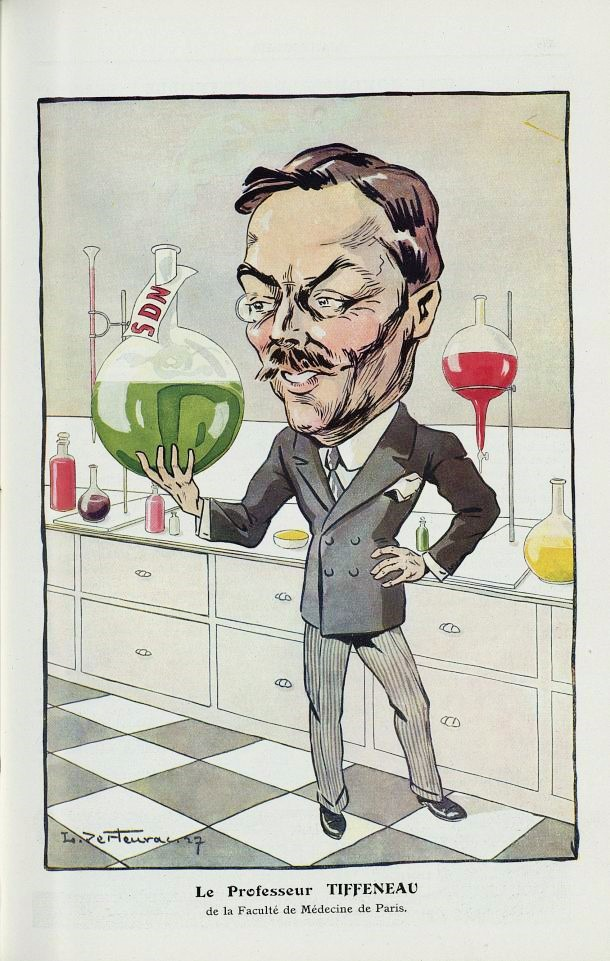
Marc Tiffeneau, Karikatur von 1927

Er war seit Studententagen mit Ernest Fourneau befreundet und heiratete einer von dessen Schwestern. Tiffeneau war ein Musikliebhaber, der regelmäßig die Bayreuther Festspiele besuchte und er reiste viel in Europa und Nord- und Südamerika. Er war Mitarbeiter der International Pharmacopeia der Weltgesundheitsorganisation (WHO).
Er befasste sich auch mit Chemiegeschichte, unter anderem mit Charles Frédéric Gerhardt und Jean-Baptiste Dumas.

## Schriften
- Abrégé de pharmacologie, 1924